# Западносомалийская демократическая партия
Западносомалийская демократическая партия (англ. Western Somali Democratic Party, WDSP, также известна как Somali Galbed) — политическая партия в Эфиопии. Возникла на базе Фронта освобождения Западного Сомали в 1975 году. В 1994 году партию возглавил бывший президент региона Сомали.
Традиционно Западносомалийская демпартия пользовалась наибольшей поддержкой в столице эфиопского Сомали Джиджиге, а также Кебре Дехаре и Вардере.
На выборах 1995 года Западносомалийская демократическая партия заняла 15 мест из 135 в региональном парламенте и 1 место федеральном парламенте из 25 от региона Сомали. На региональных выборах 2000 года партия получила 3 места из 168 в законодательном органе региона Сомали. На региональных выборах 2005 года она выступила хуже, заняв всего одно место из 182. На региональных выборах в 2010 году западносомалийские демократы не смогли получить ни одного места.